# 胂
胂指砷化氫（氢化砷,AsH3）分子中的氢原子部分或全部被烃基取代的一切衍生物。有时也专指砷化氫，是一种氮族元素的氫化物。又指砷烷，如烷烴命名，例如甲砷烷（一砷烷），乙砷烷（二砷烷，聯胂），丙砷烷（三砷烷）等。
胂，Unicode代码+80C2

## 参見
- 砷
- 氮族元素的氫化物
- 胺（氨，氮烷（英语：azane）），肼
- 膦（磷烷）
- 䏲（銻烷）
- 䏟（鉍烷）